# Bob Evans

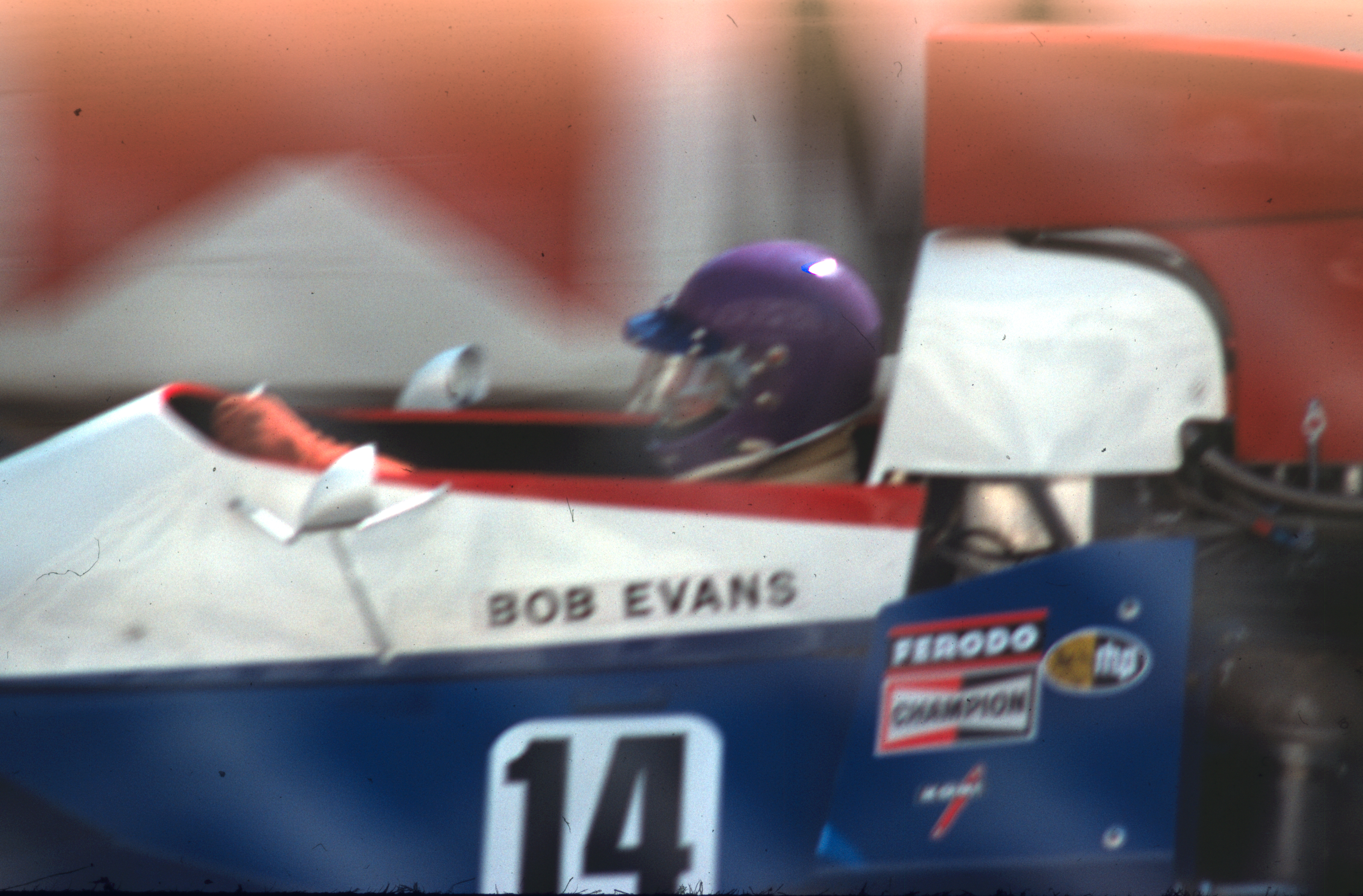
Fotografia de Bob Evans al Gran Premi de Mònaco de 1975.

 Robert "Bob" Evans  va ser un pilot de curses automobilístiques britànic que va arribar a disputar curses de Fórmula 1.
Va néixer l'11 de juny del 1947 a Waddington, Lincolnshire, Anglaterra.

## A la F1
Bob Evans va debutar a la tercera cursa de la temporada 1975 (la 26a temporada de la història) del campionat del món de la Fórmula 1, disputant l'1 de març del 1975 el GP de Sud-àfrica al circuit de Kyalami.
Va participar en un total de dotze curses puntuables pel campionat de la F1, disputades en dues temporades consecutives (1975 - 1976) aconseguint una novena posició com millor classificació en una cursa i no assolí cap punt pel campionat del món de pilots.

## Resultats a la Fórmula 1
| Any  | Equip                  | Xassís  | Motor    | 1   | 2      | 3         | 4       | 5     | 6       | 7      | 8       | 9       | 10  | 11  | 12      | 13      | 14  | 15  | 16  | Posició | Punts |
| ---- | ---------------------- | ------- | -------- | --- | ------ | --------- | ------- | ----- | ------- | ------ | ------- | ------- | --- | --- | ------- | ------- | --- | --- | --- | ------- | ----- |
| 1975 | Stanley BRM            | BRM     | BRM      | ARG | BRA    | SUD 15    | ESP Ret | BEL 9 | MON NVQ | SUE 13 | HOL Ret | FRA 17  | GBR | ALE | AUT Ret | ITA Ret | USA |     |     | -       | 0     |
| 1976 | John Player Team Lotus | Lotus   | Cosworth | BRA | SUD 10 | O.USA NVQ |         |       |         |        |         |         |     |     |         |         |     |     |     | -       | 0     |
| 1976 | RAM Racing             | Brabham | Cosworth |     |        |           | ESP     | BEL   | MON     | SUE    | FRA     | GBR Ret | ALE | AUT | HOL     | ITA     | CAN | USA | JAP | -       | 0     |

### Resum
| Curses: | Victòries: | Pòdiums: | Poles: | Voltes ràpides: | Punts: |
| ------- | ---------- | -------- | ------ | --------------- | ------ |
| 12      | 0          | 0        | 0      | 0               | 0      |